# Ксенофонт, Марія, Аркадій та Йоан
Ксенофонт, Марія, Аркадій та Йоан — подружжя і їх двоє дітей з Візантії, ранньохристиянські святі.
Преподобні Ксенофонт і Марія жили у V ст. в Царгороді і були дуже побожним християнським подружжям. Вони мали двох синів, Івана та Аркадія, які згодом поїхали на навчання до фінікійського міста Вирита. Невдовзі Ксенофонт важко захворів, тож сини прибули до Царгорода і завдяки їхнім сердечним молитвам батько одужав. Коли хлопці поверталися до Вирита, буря розбила корабель, на якому вони пливли. Однак вони врятувалися, але вода занесла їх у різні місця. Щасливо допливши до берега, юнаки вступили у місцеві монастирі.
Довідавшись згодом про трагедію, батьки думали, що сини потопилися. Невдовзі вони вибралися на прощу до Єрусалима і там за Божим Провидінням зустрілися зі своїми дітьми, які також прибули до міста. Після щасливої і несподіваної зустрічі сини пішли в пустелю служити Богові, а батьки, роздавши майно вбогим, вступили до монастирів, де свято закінчили своє життя.
Пам'ять — 8 лютого.